# 예루살렘 히브리 대학교

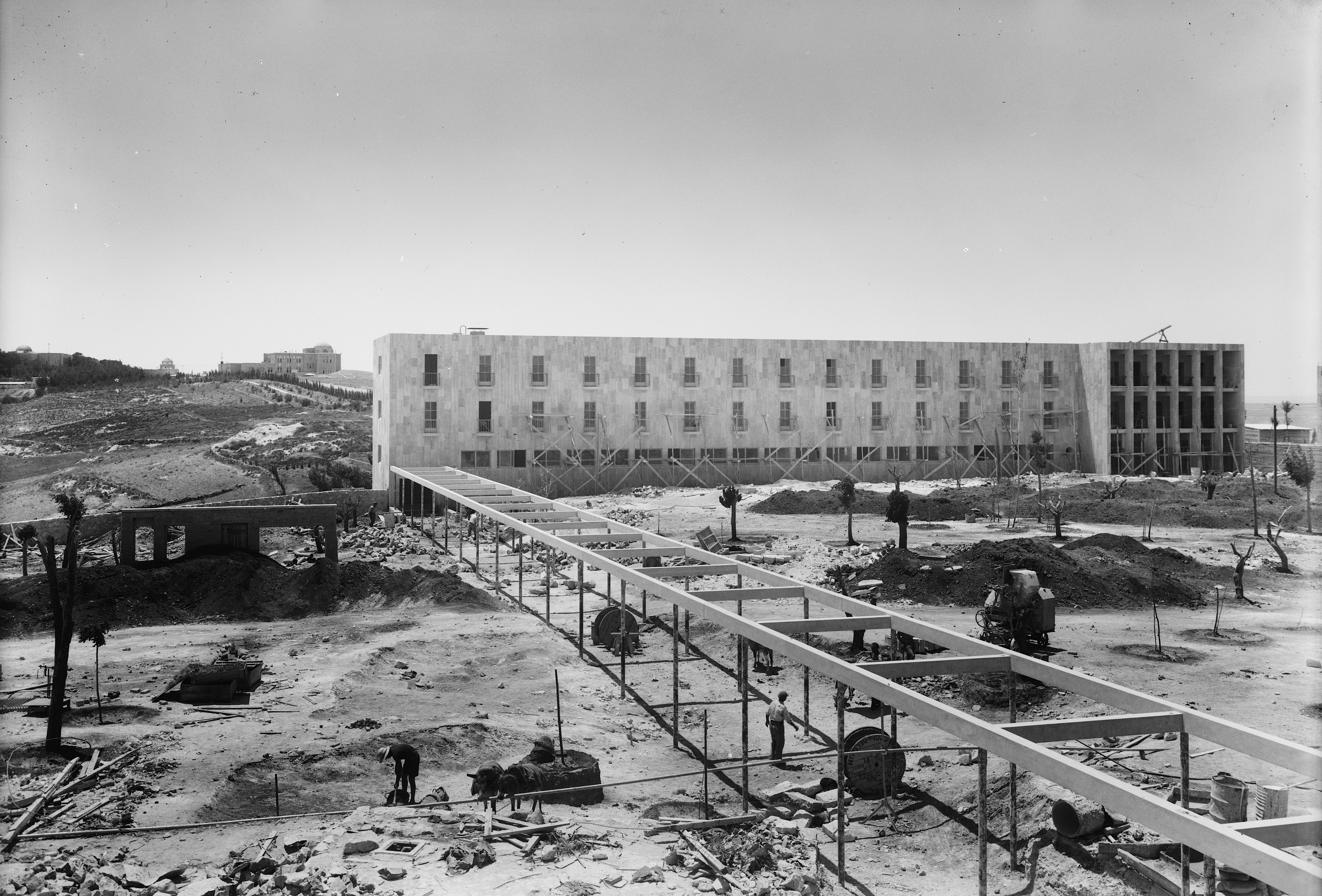

예루살렘 히브리 대학(히브리어: האוניברסיטה העברית בירושלים, 영어: The Hebrew University of Jerusalem)은 이스라엘에서 가장 오래된 대학이다. 이스라엘의 총리 4명, 노벨상 수상자 15명, 필즈상 수상자 2명을 배출하였다.
교내 도서관은 방대한 유대인 연구자료를 소장하고 있으며, 탁월한 연구 성과로 대학 소유의 기술이전 센터에 7,000개 이상의 특허가 등록되어 있다. 특별히 알베르트 아인슈타인, 지그문트 프로이트, 마르틴 부버, 그리고 하임 바이츠만이 히브리 대학 설립에 크게 기여한 것으로 알려져 있다.

## 역사
예루살렘 히브리 대학은 세계 여러 곳에 흩어져 있던 유태인이 그들 조상의 땅인 팔레스타인에 유태 민족 국가를 건설하려는 민족주의운동의 발생지이다. 1884년 호베베이 시온 카토비츠 회의에서 처음 히브리 대학 설립이 제안되었다.
1918년 히브리 대학의 초석이 놓였고, 그 후 7년후, 1925년 4월 1일 히브리 대학 스코푸스 캠퍼스가 완성되었다. 개관식에는 많은 유대인 학자들과 유명 인사들 그리고 외무장관 아서 제임스 밸포어, 바이카운트 알렌비 장군, 외교관 헤르베르트 사무엘등 영국의 고위인사들이 참석했다. 1949년 5월 매디컬 스쿨을 ,1949년 11월 법과 대학을, 1952년 농업 연구소를 설립했다.
아랍 이스라엘 전쟁(1948년)중 아랍인들은 예루살렘 북동쪽에 위치한 히브리 대학을 지속적으로 공격했다. 1948년에 아랍인들은 하다사 의학 연구소를 공격했고, 스코푸스 캠퍼스는 예루살렘의 유대인 지역과 완전 차단되었다. 1949년 요르단 정부가 휴전조약을 파기하고 이스라엘인들이 스코푸스 캠퍼스에 접근하는 것을 거절하자 히브리 대학은 기바트 람에 새로운 캠퍼스를 만들었다. 기바트 람 캠퍼스는 1953년 완공되었다. 기바트 람 캠퍼스가 완공되기전까지 학생들은 예루살렘 주변의 40개의 건물에 흩어져 수업을 들어야 했다. 레하비아에 있는 프란치스코 수도회 소유 성지 테라 산크타 빌딩도 학생들의 수업을 위해서 사용되었다. 몇 년후, 예루살렘의 남서쪽 에인 케렘근 근처에 하다사 메디컬 센터와 메디컬 사이언스 캠퍼스가 지어졌다.
1967년 6월 5일 ~ 10일의 아랍과 이스라엘간의 제3차 중동 전쟁인 6일 전쟁 후에 히브리 대학은 스코푸스 캠퍼스로 돌아갈 수 있었다. 1981년 새로운 스코푸스 캠퍼스가 완성되었고, 스코푸스 캠퍼스는 다시 히브리 대학의 중심이 되었다.

## 사진

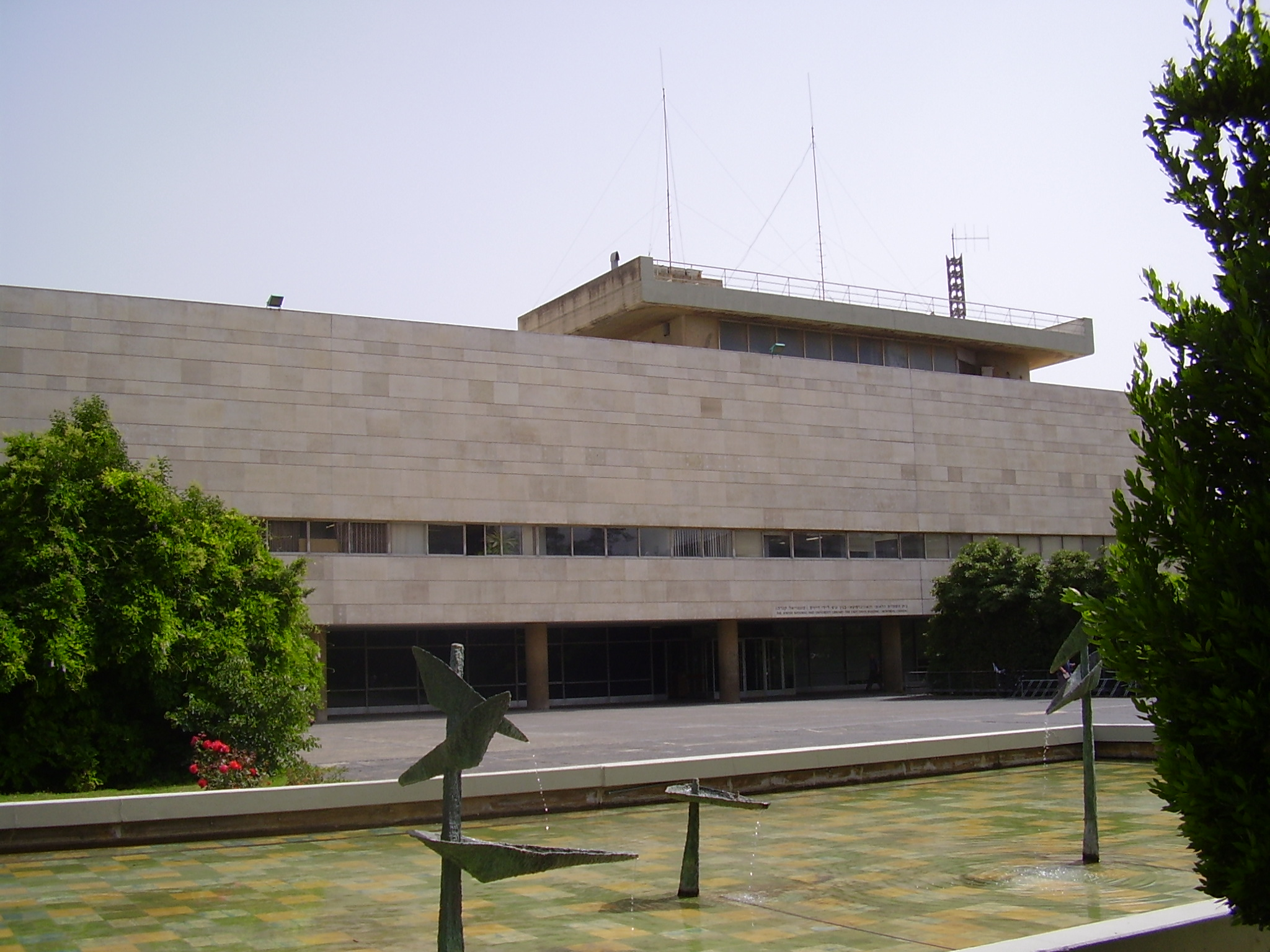
이스라엘 국립도서관
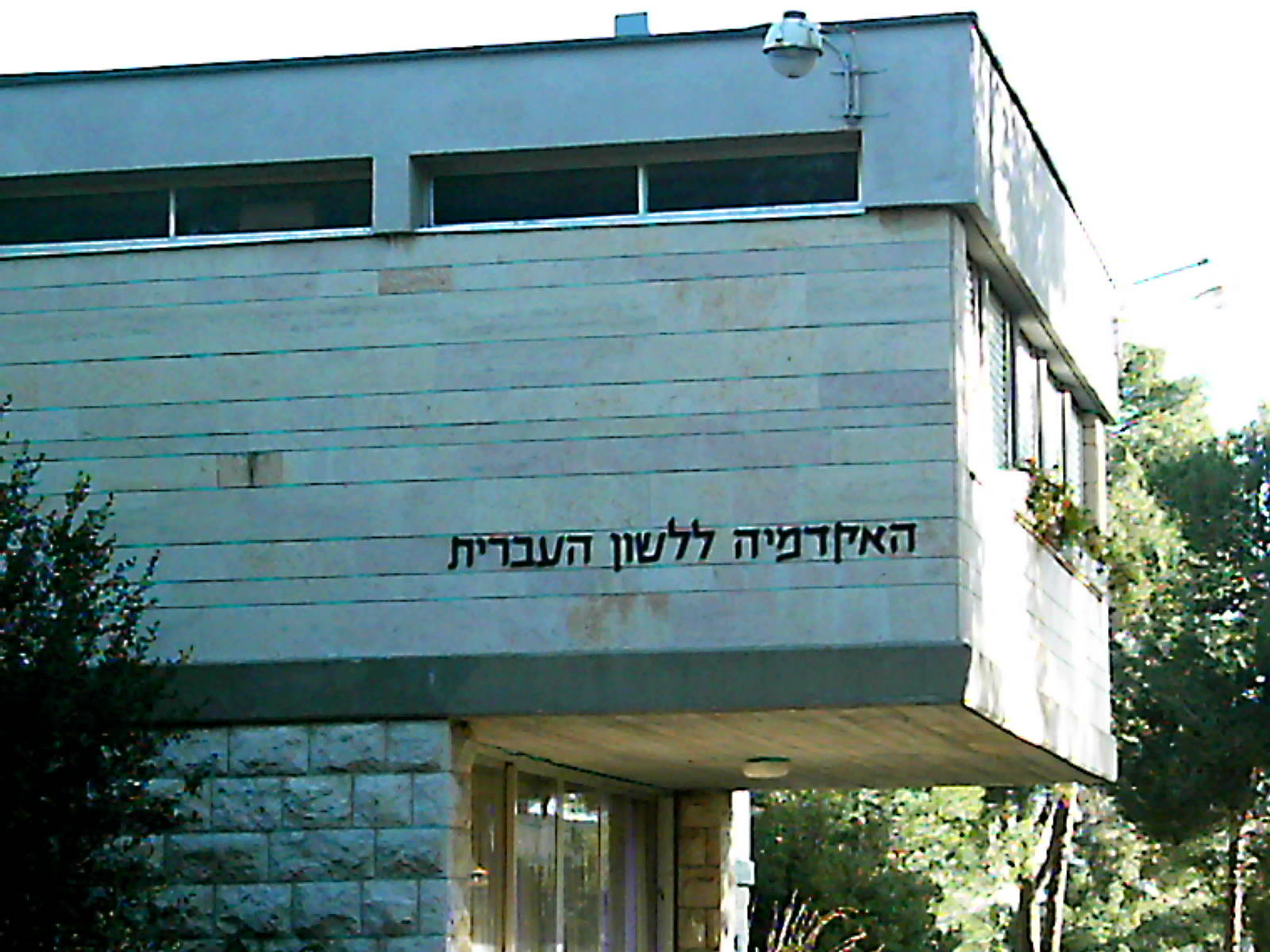
히브리어 아카데미
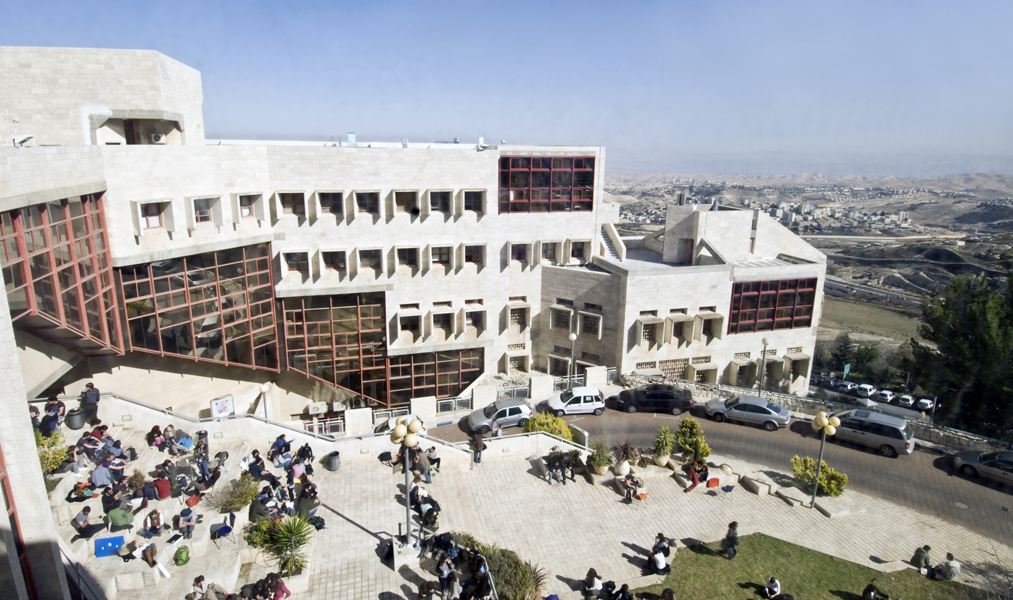
브살렐 미술 및 디자인 아카데미 - 예술과 이스라엘의 디자인의 국가 아카데미
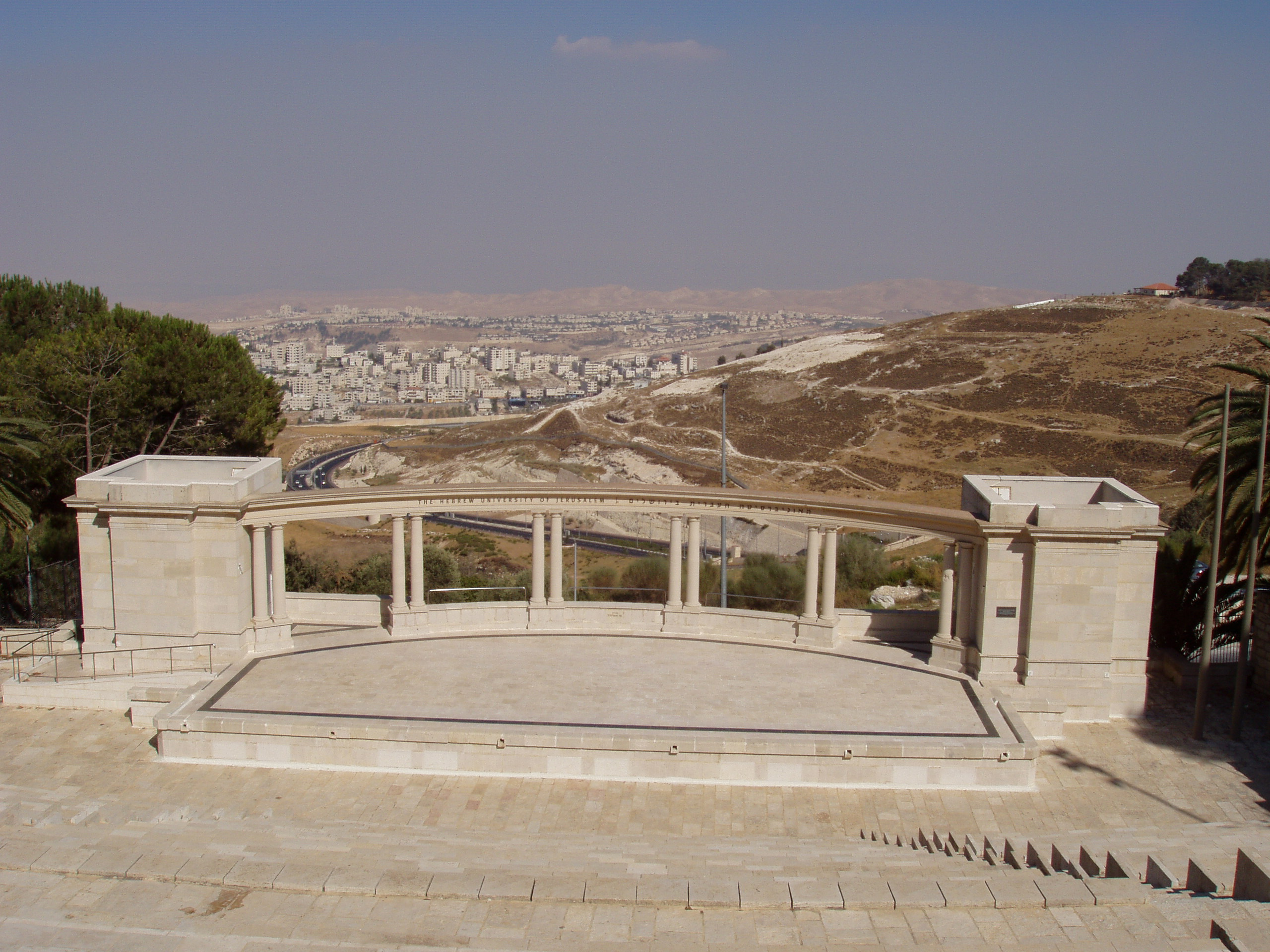
스코푸스 산 원형 극장
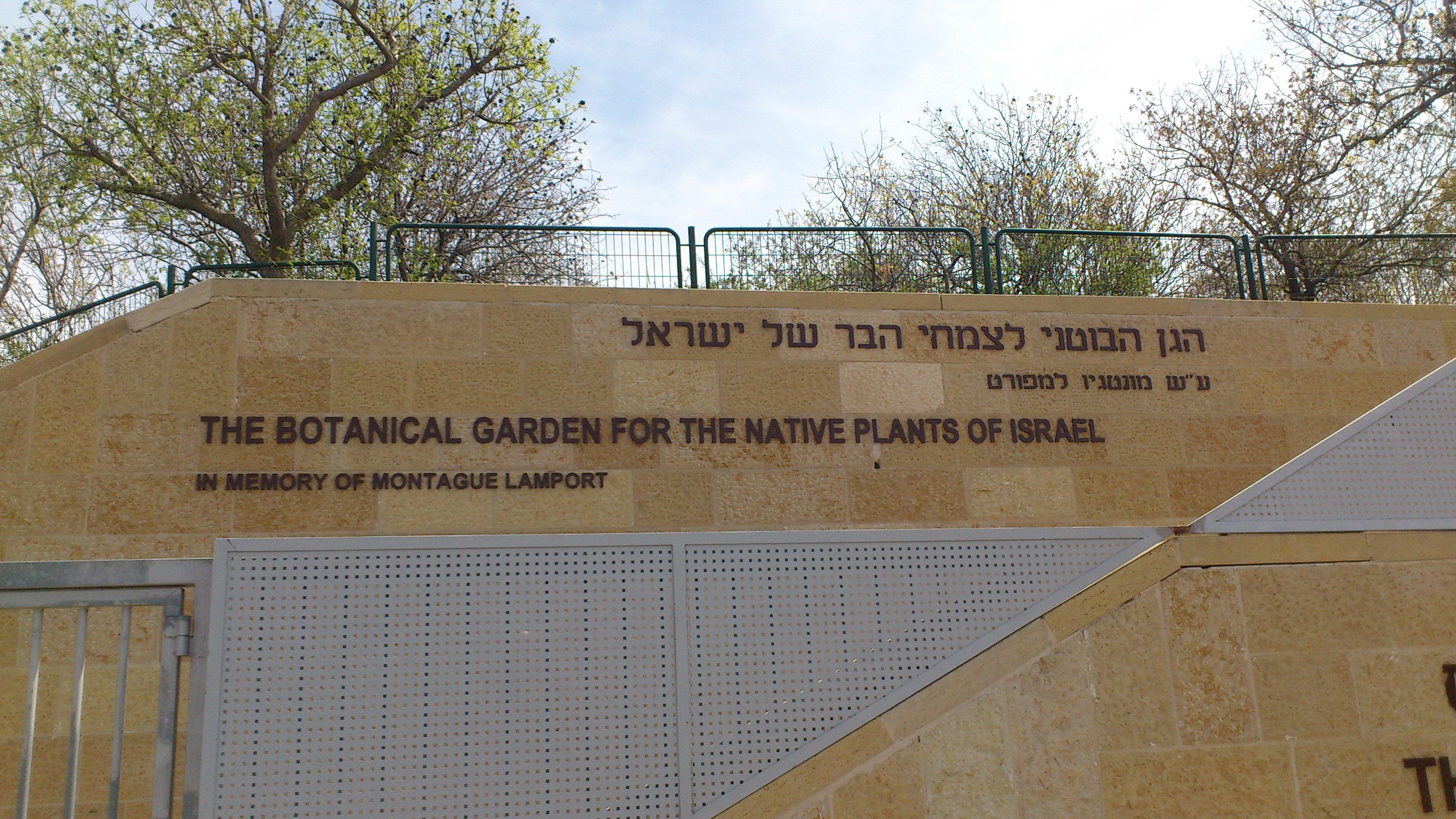
이스라엘의 국립 식물원